# Arthur Laffer
Arthur Betz Laffer (* 14. srpna 1940, Youngstown, Ohio, USA) je americký ekonom, který byl důležitým členem Poradního výboru pro hospodářskou politiku během Reaganovy administrativy (1981–1989). Laffer je známý především díky Lafferově křivce, což je ilustrace konceptu daňových sazeb mezi 0 % a 100 %, která má za následek maximální daňové příjmy pro vládu.
Laffer byl ekonomický poradce Donalda Trumpa při jeho prezidentské kampani v roce 2016.
19. června 2019 udělil prezident Donald Trump Lafferovi Prezidentskou medaili svobody za zásluhy v oblasti ekonomie.

## Život a vzdělání
Narodil se v Youngstownu v Ohiu jako syn Mariany Amélie „Molly“ (rozené Betz), hospodyně a političky, a Williama Gillespie Laffera, prezidenta společnosti Clevite Corporation. Vyrostl v Clevelandu v Ohiu. V roce 1958 absolvoval Clevelandské gymnázium. Vystudoval Yaleovu univerzitu, kde získal titul B.A. (1963), a následně získal tituly  M.B.A. (1965) a Ph.D. (1972) z ekonomie na Stanfordově univerzitě.

## Odborná činnost

### Ekonomika
Laffer je známý především pro svou teorii, kdy zvyšování daní je výhodné pro stát jen do určitého bodu a příliš vysoká daňová sazba může mít negativní výnos pro stát. Tento jev vysvětluje pomocí tzv. „Lafferovy křivky“.
Název Lafferova křivka zavedl Jude Wanniski, který byl přítomen při setkání Laffera s úředníky Dickem Cheneym a Donaldem Runsfeldem v roce 1974, kdy nakreslil svou teorii na ubrousek. Laffer však tvrdí, že tento pojem není nový, ale naučil se ho od Ibna Khalduna a Johna Maynarda Keynese.
Lafferova křivka je ekonomická teorie, která ukazuje vztah mezi daňovými sazbami a částkou daňového příjmu vlády. Křivka ukazuje, že existuje určitý bod mezi 0 % a 100 %, kde jsou daňové výnosy zmaximalizovány. Naznačuje také, že od nuly zvýšení daňových sazeb zvýší vládní daňové příjmy; po určitém bodu však pokračující zvyšování daňových sazeb způsobí snížení vládních daňových příjmů. Tento pokles příjmů z daní lze vysvětlit snížením motivace pro práci, výrobu atd.
Četní přední ekonomové odmítli názor, že snížení daňové sazby současných federálních daní z příjmů v USA může vést ke zvýšení daňových příjmů. S otázkou, zda by „snížení federálních sazeb z příjmů v USA nyní zvýšilo zdanitelný příjem natolik, že by roční celkové příjmy byly během pěti let vyšší, než bez snížení daní“, 96 % dotázaných ekonomů v roce 2012 nesouhlasilo. Podle Grega Mankiwa je většina ekonomů velmi skeptická vůči Lafferově tvrzení, že snížení daňové sazby může vést ke zvýšení daňových příjmů, přinejmenším ve Spojených státech. Ve své učebnici Mankiw uvedl: „pro Lafferův názor, že americké daňové sazby ve skutečnosti dosáhly tak extrémních hodnot, máme málo důkazů“. Pod vedením konzervativního ekonoma Douglase Holtz-Eakina provedl Kongresový rozpočtový úřad v roce 2005 studium fiskálních vlivů 10% snížení sazeb federálních daní z příjmu, přičemž došlo k závěru, že výsledkem je významná čistá ztráta příjmů.
Laffer byl ekonomickým poradcem kansaského guvernéra Sama Brownbacka, který v roce 2012 vynuloval státní daňovou povinnost pro přibližně 330 000 nejvýše vydělávajících osob ve státě, což byla „dávka adrenalinu do srdce kansaské ekonomiky“. Stát, který byl do té doby v přebytku, zažil rozpočtový deficit ve výši 200 milionů dolarů. Za účelem odstranění tohoto deficitu stát prováděl drastické škrty ve vzdělávání a infrastruktuře. Daňová renovace Brownbacka byla popsána v článku v The Atlantic z června 2017 jako „nejagresivnější experiment konzervativní hospodářské politiky v USA“. Kansaská legislativa zrušila snížení  daní v červnu 2017 potlačením veta guvernéra Brownbacka.

### Politika
Od října 1970 do července 1972 byl jako první vedoucí ekonom v Úřadu pro správu a rozpočet.
V letech 1972–1977 byl konzultantem ministra financí Williama Simona, ministra obrany Donalda Rumsfelda a ministra financí George Shultze.
Během 80. let 20. století poskytoval poradenství britské premiérce Margaret Thatcherové o fiskální politice.
Byl zakládajícím členem výkonného poradního výboru Reagana v prezidentských volbách v roce 1980. V obou Reaganových prezidentských funkčních období (1981–1989) byl členem Poradního výboru pro hospodářskou politiku. Zároveň byl členem výkonného finančního výboru Reagan/Bush od roku 1984 a nejvyšším ekonomickým poradcem prezidenta Ronalda Reagana.
Roku 1986 kandidoval za republikány do amerického senátu.
Laffer sloužil jako ekonomický poradce Garymu Hartovi roku 1988. A pomáhal mu s daňovým plánem.
Laffer se sám označuje za pevného konzervativce. Veřejně prohlásil, že hlasoval pro prezidenta Billa Clintona v letech 1992 a 1996. Odkazuje na jeho konzervativní fiskální a neregulované tržní politiky, které byly základem jeho podpory Clintona.
Byl poradcem prezidentské kampaně Donalda Trumpa v roce 2016. Ve stejném roce zveřejnili s konzervativním ekonomem Stephenem Moorem dílo Trumponomics: Inside the America First Plan to Revive Our Economy. V této knize popisují Trumpovo působení jak ve veřejné politice, tak v soukromí. Obhajují  prezidentův přístup k obchodu, daním, zaměstnanosti, infrastruktuře a dalším hospodářským politikám.
15. dubna 2019 obvinil bývalého prezidenta Baracka Obamu z Velké recese.
Je zakladatelem a předsedou Laffer Associates, což je ekonomická poradenská společnost.

### Působení na univerzitách
Byl docentem na Chicagské univerzitě (1974–1976) a členem Chicagské fakulty (1967–1976). Na univerzitě v Jižní Kalifornii působil jako profesor podnikové ekonomiky (1976–1984). Profesorem byl i na Univerzitě Pepperdine (1984–1987), kde byl zároveň členem představenstva.

## Ocenění
Mezi ceny, které mu byly uděleny za jeho ekonomickou práci patří dvě ceny Grahama a Dodda od Federace finančních analytiků za vynikající články, které byly zveřejněny v časopise Financial Analysts Journal, ocenění za vynikající služby od Národní asociace investičních klubů, cena Daniela Webstera za veřejné vystupování od Mezinárodní asociace platforem a další.
Byl uveden v Los Angeles Times 1. ledna 1990 na seznamu s názvem „Desítky, kteří vytvořili 80. léta“ a ve Wall Street Journal 23. června 1989 v článku „Galerie největších lidí, kteří ovlivnili naše každodenní podnikání“. Dále v časopise Time Magazine byl 29. března 1999 uveden mezi „Největšími mysliteli století“ za jeho vynález Lafferovi křivky, která je považována za „jeden z několika pokroků, které poháněly toto století“.
Dne 19. června 2019 získal ocenění prezidentské medaile svobody od amerického prezidenta Donalda Trumpa. Bílý dům uvedl, že bude tato medaile Lafferovi udělena za „služby veřejnosti a příspěvky do hospodářské politiky, které pomohly rozvíjet prosperitu našeho  národa“ a označil Laffera za jednoho z nejvlivnějších ekonomů Americké historie.

## Publikace
- „International Short-Term Capital Movements: Comments,“ The American Economic Review 57 (3), pp. 548–565 (1967)
- „The Economics of Cycles and Growth,“ napsal Stanley Bober, recenzi napsal Arthur Laffer, The American Economic Review 58 (4), pp. 1006–1007 (1968)
- „The U.S. Balance of Payments – A Financial Center View,“ Law and Contemporary Problems 34 (1), pp. 33–46 (1969).
- „Vertical Integration by Corporations, 1929–1965,“ Review of Economics and Statistics 51 (1), pp. 91–93 (1969).
- „Trade Credit and the Money Market,“ J. Political Economy 78 (2), 239–267 (1970).
- „Information and Capital Markets“, (s Eugenem F. Famou). J. Business 44 (3), pp. 289–298 (1971).
- „A Formal Model of the Economy,“ (s R. Davidem Ransonem). J. Business 44 (3), pp. 247–270 (1971).
- „The Number of Firms and Competition“, (s Eugenem F. Famou). American Economic Review 62 (4), pp. 670–674 (1972).
- „Monetary Policy and the Balance of Payments,“ J. Money, Credit, and Banking Part I 4 (1), 13–22 (1972).
- „Some Evidence on the Formation, Efficiency and Accuracy of Anticipations of Nominal Yields,“ (s Richardem Zecherem). J. Monetary Economics 1 (3), pp. 327–342 (1975).
- The Phenomenon of Worldwide Inflation, vydal společně s Davidem Meiselmanem, American Enterprise Institute, Washington, D.C., 1975.
- The Economics of the Tax Revolt: A Reader, spoluautor Jan P. Seymour, Harcourt Brace Jovanovich, Inc., San Diego, 1976.
- De Fiscus Onder Het Mes, Uitgeverij Acropolis, Brussel/Amstelveen, 1981.
- L’Ellipse ou la Loi des Rendements Fiscaux Decroissants, Institutum Europaeum, Brussels, 1981
- Future American Energy Policy, spoluautorka Meredith S. Crist, Lexington Books, Lexington, Massachusetts, 1982.
- „Reinstatement of the Dollar: The Blueprint,“ Economic Notes 0 (2), pp. 158–176 (1982).
- Victor A. Canto, Douglas H. Joines a Arthur B. Laffer, Foundations of Supply-Side Economics – Theory and Evidence (New York: Academic Press, 1982).
- „A High Road for the American Automobile Industry,“ World Economy 8 (3), pp. 267–286 (1985).
- „The Ellipse: An Explication of the Laffer Curve in a Two-Factor Model,“ The Financial Analyst's Guide to Fiscal Policy, pp. 1–35 (New York: Greenwood Press, 1986).
- „Heightened foreign competition only route for American prosperity,“ The Journal Record (9 June 1987).
- „America in the World Economy: A Strategy for the 1990s: Commentary,“ America's Global Interests: A New Agenda, pp. 122–125 (Londýn: Norton, 1989).
- Monetary Policy, Taxation, and International Investment Strategy, vydal společně s  Victorem A. Cantem, Quorum Books, Connecticut. 1990.
- „Either California's Housing Prices Are Going to Fall or California's in for One Helluva Rise in Personal Income,“ (s Christopherem S. Hammondem). Investment Strategy and State and Local Economic Policy, pp. 49–64 (Londýn: Quorum Books, 1992).
- Investment Strategy and State and Local Economic Policy, spoluautoři Victor A. Canto and Robert I. Webb, Quorum Books, Connecticut. 1992.
- „Trading Policy Outlook,“ Industrial Policy and International Trade, pp. 175–186, Volume 62 in Contemporary Studies in Economic and Financial Analysis (Londýn: JAI Press, 1992).
- „The Reagan-Clinton Presidency,“ International Economy 12 (2), 22–24 (1998).
- „Bullish on Japan,“ (s Thomasem J. Martinem). American Spectator pp. 28–30 (1. června 2001).
- „The Laffer Curve: Past, Present, and Future,“ Heritage Foundation Backgrounder #1765 (1. června 2004).
- Rich States, Poor States: ALEC-Laffer State Economic Competitiveness Index, spoluautoři Stephen Moore and Jonathan Williams, American Legislative Exchange Council, 1st Edition 2008, 2nd Edition 2009, 3rd Edition 2010, 4th Edition 2011, 5th Edition 2012, 6th Edition 2013, 7th Edition 2014, 8th Edition 2015, 9th Edition 2016, 10th Edition 2017.
- „The Prognosis for National Health Insurance: A Colorado Perspective, Independence Institute (srpen 2009)
- (se Stephenem Moorem a Peterem Tanousem) (8. září 2009). The End of Prosperity: How Higher Taxes Will Doom the Economy--If We Let It Happen. Simon and Schuster. ISBN 978-1-4165-9239-6.
- The Private Equity Edge: How Private Equity Players and the World’s Top Companies Build Value and Wealth, spoluautoři William J. Hass a Shepherd G. Pryor IV, McGraw-Hill, New York, 2009.
- Return to Prosperity: How America Can Regain its Economic Superpower Status, spoluautor Stephen Moore, Threshold Editions, New York, 2010.
- Eureka!: How to Fix California, with Wayne Winegarden, Ph.D. Pacific Research Institute, San Francisco, 2012
- An Inquiry into the Nature and Causes of the Wealth of States, spoluautoři Stephen Moore, Rex A. Sinquefield, and Travis Brown, John Wiley and Sons, Inc., New Jersey, 2014.
- The Pillars of Reaganomics: A Generation of Wisdom from Arthur Laffer and the Supply-Side Revolutionaries, edited by Brian Domitrovic, The Laffer Center at the Pacific Research Institute, San Francisco, 2014.
- Handbook of Tobacco Taxation, The Laffer Center at the Pacific Research Institute, San Francisco, 2014.
- Wealth of States: More Ways to Enhance Freedom, Opportunity and Growth, spoluautoři Stephen Moore, Rex A. Sinquefield, and Travis Brown, 2017.
- Trumponomics: Inside the America First Plan to Revive Our Economy. (se Stephenem Moorem). All Points Books, říjen  2018, ISBN 9781250193711